# 용사는 살아있다
"용사는 살아있다"는 1965년 공개된 대한민국의 영화이다.

## 배역
- 신영균
- 박노식
- 황해
- 곽규석
- 조미령
- 이낙훈
- 김석강
- 변기종
- 김동원
- 김칠성
- 최성호
- 이수련
- 최성
- 박암
- 변일영
- 이예성
- 문미봉
- 최창호

## 수상
- 1965년 제3회 청룡영화상
  - 남우조연상 - 박노식